# Acanmul
Acanmul est un site archéologique maya situé dans l’état mexicain du Campeche. Il est situé à 25 km au nord-est de la ville de San Francisco de Campeche.